# Aprikosenkern

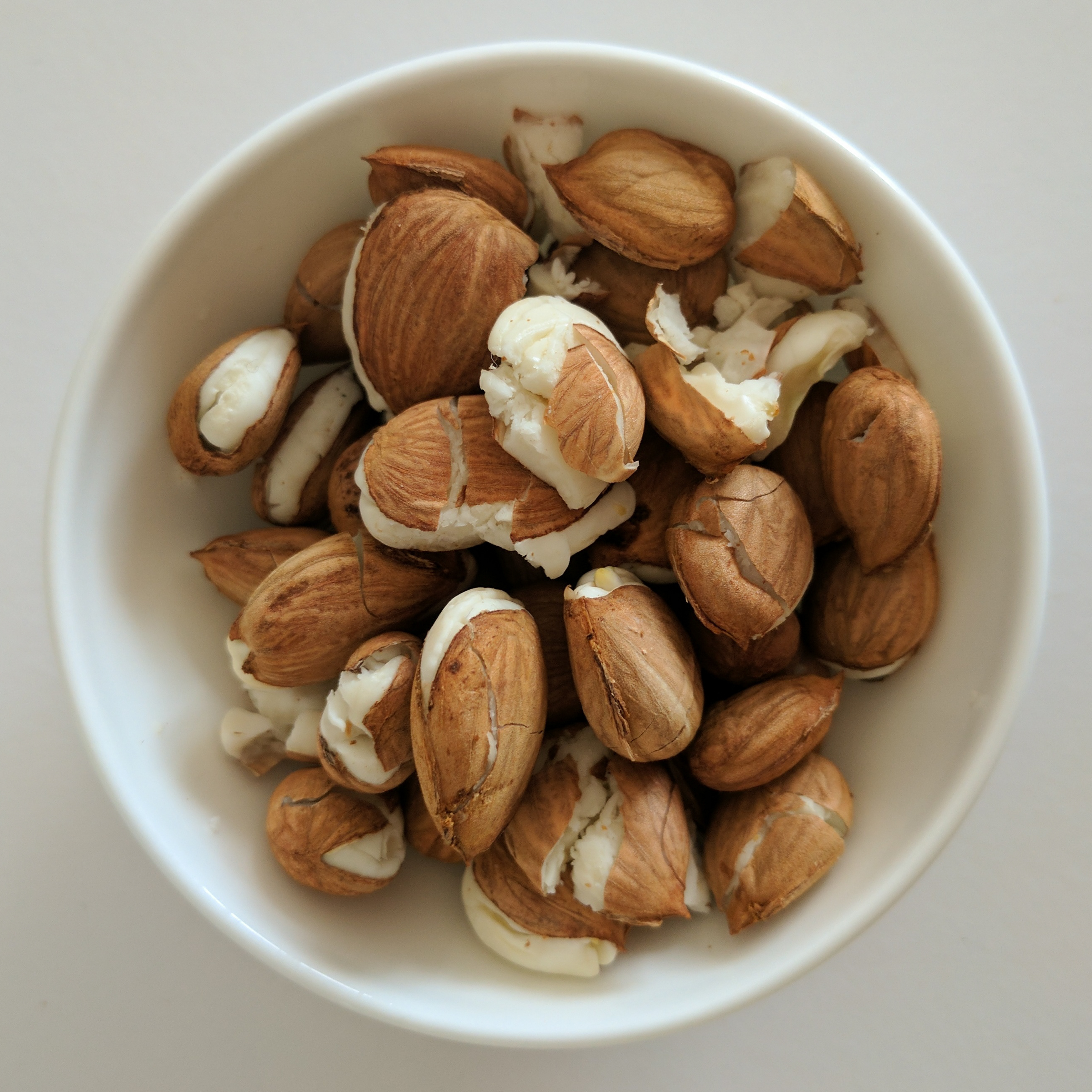

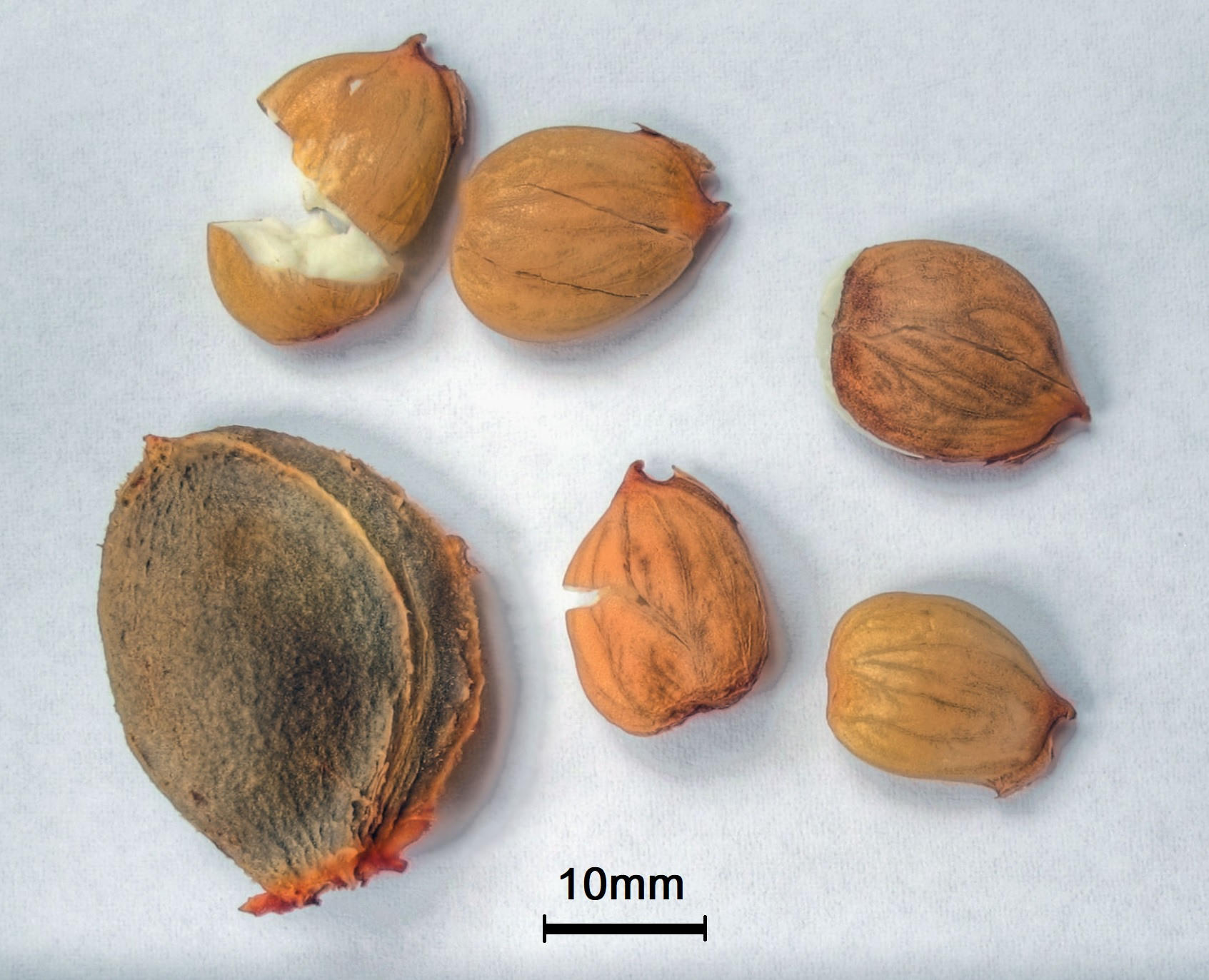
Aprikosenkerne und ein Aprikosenstein

Bei den Aprikosenkernen handelt es sich um den Samen der Aprikose, also den in der Steinfrucht enthaltenen Kern.
Es gibt, wie auch bei Mandeln, süße und bittere Aprikosenkerne. Die süßen Kerne stammen aus den Zuchtsorten der Aprikose, die für den Frischmarkt angeboten werden. Die bitteren Aprikosenkerne mit ihrem Bittermandelgeschmack werden aus den kleinen, säuerlichen Wildaprikosen gewonnen. Ein Verzehr der bitteren Sorten kann zur Vergiftung führen.
Es gibt Kerne, die heller oder dunkler in der Fruchtschale sind: Meist sind die süßen Kerne länglich, die bitteren Kerne gedrungener. Aprikosenkerne dienen in der Süßwarenindustrie vor allem als Rohstoff zur Herstellung von Persipan, einer dem Marzipan ähnlichen Masse.

## Ernte
Im Juli werden die Früchte geerntet und getrocknet. Bei den süßen Aprikosen wird der Stein nach der halben Trocknungszeit mit der Hand aus den Früchten gedrückt. Bei der sauren Wildsorte, die die bitteren Aprikosenkerne enthält, wird die Aprikose halbiert und der Stein entfernt. Die Aprikosensteine werden noch einmal getrocknet, danach geknackt, um den Kern zu gewinnen. Die Aprikosenkerne werden von Hand verlesen, damit möglichst wenig Bruch oder Schalenteile in die Verkaufsware gelangen.

## Nahrungsergänzung und Alternativmedizin
Aprikosenkerne werden in Reformhäusern, Bioläden und in Internet-Shops als Nahrungsergänzungsmittel verkauft und als gesundheitsfördernd beworben. Erhältlich sind sie außerdem in Weltläden. Das Volk der Hunzukuc, das auf Grund von Gerüchten immer wieder als besonders langlebig bezeichnet wird, soll unter anderem regelmäßig Aprikosenkerne verzehren. Außer den ganzen Kernen werden auch Kapseln mit zermahlenen Kernen im Handel angeboten, häufig im Internet. Diese Produkte sind in Deutschland aber nicht zugelassen.
Bittere Aprikosenkerne werden in alternativen Krebstherapien als wirksam bezeichnet. Aprikosenkerne enthalten u. a. Amygdalin, das im Körper giftige Blausäure abspaltet. Amygdalin soll Tumorzellen abtöten können, dies ist jedoch nicht erwiesen und gilt als unwissenschaftlicher Mythos. In den USA wurde die Substanz unter dem Namen Laetril in den 1950er Jahren auf den Markt gebracht. Dort und auch in Deutschland ist das Mittel nicht mehr als Arzneimittel zugelassen.

## Süße Aprikosenkerne
Süße Aprikosenkerne schmecken fruchtig, teilweise auch leicht säuerlich. Sie werden in den ursprünglichen Aprikosenanbaugebieten auch gegessen. Seit einiger Zeit sind sie auch in Deutschland in Bioläden im Handel. Wie bei süßen Mandeln ist der Amygdalingehalt gegenüber den bitteren Sorten so gering (Blausäuregehalte < 70 mg/kg), dass ein Verzehr als unbedenklich eingestuft werden kann. Süße und bittere Aprikosenkerne unterscheiden sich in ihrem Äußeren kaum. Ein Aussortieren bitterer Kerne ist daher nicht möglich. Auch in den süßen Aprikosen kommt ein geringer Prozentsatz an bitteren Kernen vor. Ebenso gibt es bei den Kernen aus den wild wachsenden Aprikosen solche, die weniger bitter schmecken.

## Bittere Aprikosenkerne
Bittere Aprikosenkerne enthalten einen relativ hohen Anteil an Amygdalin. Nach Aussage des Bayerischen Staatsministeriums für Umwelt, Gesundheit und Verbraucherschutz können bereits wenige Kerne täglich zu Vergiftungserscheinungen führen. Die Kerne enthalten bis zu 400 Milligramm Cyanid je 100 Gramm bzw. bis zu 1,5 mg pro Kern mittlerer Größe. Bei übermäßigem Verzehr könne die Blausäure wichtige Enzyme der Zellatmung blockieren und im schlimmsten Fall zu innerer Erstickung führen. Bei geringeren Konzentrationen kann der menschliche Organismus Blausäure normalerweise ausscheiden, trotzdem wird sie nur langsam mittels des Enzyms Rhodanase zu Rhodanid abgebaut.
Anzeichen für eine Blausäurevergiftung sind starke Kopfschmerzen, Schwindel und Übelkeit sowie eine rosige oder bläuliche Verfärbung der Haut und Erstickungsgefühle. Das Bundesinstitut für Risikobewertung rät, maximal zwei bittere Kerne pro Tag zu essen oder ganz darauf zu verzichten. Die tödliche Dosis beim Menschen liegt bei etwa 0,5–3,5 mg pro kg Körpergewicht. Dadurch lässt sich abschätzen, dass ca. 40 Kerne in einer Stunde bei einem Erwachsenen mit 60 kg Körpergewicht tödlich sind.

## Bewertung
In der Stellungnahme des Bayerischen Staatsministeriums für Umwelt, Gesundheit und Verbraucherschutz heißt es: „Die Nachfrage nach Bitteren Aprikosenkernen ist gestiegen, seit in verschiedenen Medien der Verzehr als alternativmedizinische Maßnahme zur Krebsbehandlung empfohlen wurde. Diese Empfehlungen zielen auf nicht wissenschaftlich anerkannte, therapeutische Wirkungen ab und lassen die für ein Lebensmittel anzuwendenden Sicherheitsaspekte in gefährlicher Weise außer Acht.“
Auch die Apothekerkammer Westfalen warnt vor dem Verzehr von bitteren Aprikosenkernen wegen der Gesundheitsrisiken. In einer Stellungnahme heißt es: „In verschiedenen Medien wurden sie als Alternativmedizin gegen Krebs empfohlen – wissenschaftlich ist dies nicht gesichert. Aprikosenkerne sind nach jetzigem Wissensstand als gesundheitsgefährdende Lebensmittel einzustufen und nicht als medizinisch wirksame Arzneimittel.“
Die Substanz Amygdalin, die aus Aprikosenkernen isoliert werden kann, hat weder in Tierversuchen noch in einer klinischen Studie mit Krebspatienten irgendeine Wirkung auf die Entwicklung des Tumors gehabt. „Im Rahmen einer im renommierten Medizinjournal New England Journal of Medicine publizierten klinischen Studie wurden 178 Krebspatienten mit Amygdalin behandelt. Ein Drittel der Patienten hatte zuvor keine Chemotherapie erhalten. Die Patienten befanden sich in einem guten klinischen Zustand. Es wurden verschiedene in praxi eingesetzte Dosierungsregime von Amygdalin untersucht. Es wurde kein Nutzen festgestellt in Bezug auf Heilungsraten, Verbesserung oder Stabilisierung der Krebserkrankung, Verbesserung der mit der Krebserkrankung korrelierten Symptomatik oder eine Ausdehnung der Lebensspanne. Jedoch wurden bei verschiedenen Patienten Symptome einer Cyanidintoxikation festgestellt oder Blutspiegel gemessen, die annähernd letal-toxische Werte annahmen.“ Die Autoren resümieren als Ergebnis ihrer klinischen Untersuchung: „Amygdalin sei eine toxische Substanz ohne Effekte bei der Krebstherapie.“
Der Verband für Unabhängige Gesundheitsberatung verweist darauf, dass schon Ende der 1980er Jahre in wissenschaftlichen Untersuchungen über Vergiftungen und Todesfälle durch Blausäure berichtet wurde.
Aprikosenkerne gehören wie Mandelkerne zu den Schalenfrüchten und damit zu den deklarationspflichtigen Allergenen.